# Paul Rohn Starszy
Paul Rohn Starszy (ur. 1601, zm. 1664) – śląski rzeźbiarz czasów manieryzmu, czynny we Wrocławiu co najmniej od lat 40. XVII w. do śmierci w 1664. Syn balwierza Paula Rohna. Założyciel dynastii rzeźbiarskiej, w skład której wchodzili jego synowie: Paul Rohn Młodszy i Samuel Rohn. Obaj prowadzili warsztat rzeźbiarski po śmierci ojca.
Warsztat Paula Rohna Starszego tworzył przede wszystkim ołtarze i epitafia dla mieszczan wrocławskich. Współpracowano z wrocławskimi rzemieślnikami, najczęściej ze stolarzem Martinem Kochem, malarzem Hansem Usingiem, kaligrafem Wilhelmem Schwartzem i złotnikami z rodziny Petzel.
Stylistycznie rzeźby i dekoracje wykonywane w warsztacie Rohnów osadzone były jeszcze w tradycji manierystycznej. Wykorzystywano niemieckie i niderlandzkie wzorniki graficzne, a przy kompozycjach figur doświadczenia rzeźby saksońskiej XVI i XVII w.

## Dzieła
- pamiątkowa tablica gradobicia 29 czerwca 1645 r. w kościele pw. św. Elżbiety we Wrocławiu (1645)
- ołtarz główny w kościele pw. św. Elżbiety we Wrocławiu (1653);
- epitafium Thomasa Rehdiggera z kościoła pw. św. Elżbiety we Wrocławiu (1660)[1]
- epitafium Christopha Colerusa, Muzeum Miejskie Wrocławia (1661)